# Brut y Tywysogion

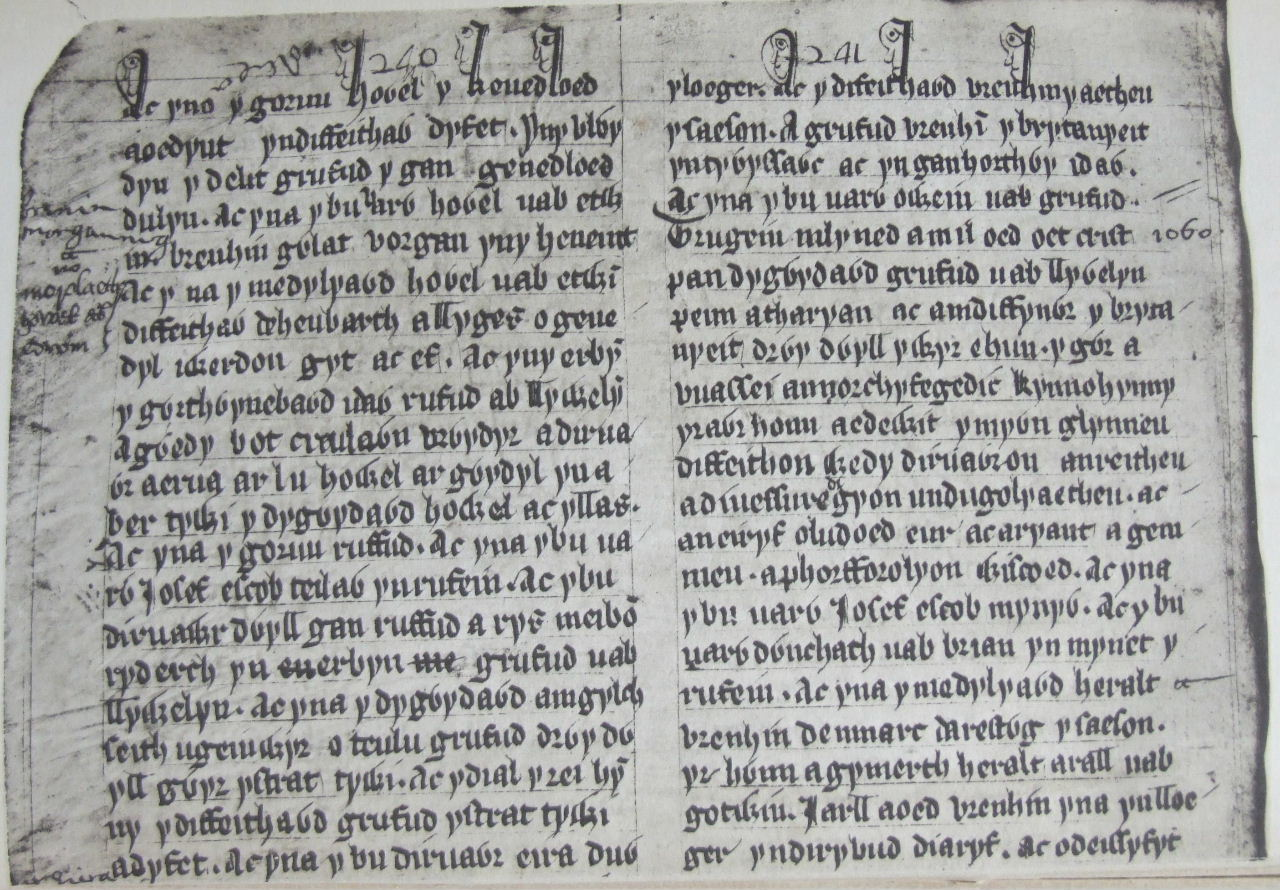
Una página del Brut y Tywysogion en el Llyfr Coch Hergest (Libro rojo de Hergest).

Brut y Tywysogion ("Crónica de los príncipes") es una de las principales fuentes para el estudio de la Historia de Gales. Es una crónica histórica que sirve como continuación para la Historia Regum Britanniae de Godofredo de Monmouth. Brut y Tywysogion ha sobrevivido a partir de varias traducciones galesas de una versión original en latín desaparecida. Las versiones más importantes son la de Peniarth MS.20 y otra versión un poco menos completa se encuentra incluida en el Libro Rojo de Hergest. La versión conocida como Brenhinoedd y Saeson ("Reyes de los ingleses") combina material de las fuentes galesas con las fuentes inglesas.
La versión Peniarth MS.20 comienza hacia el año 682 d. C. con el registro de la muerte de Cadwaladr y concluye en 1332. Las entradas de los primeros años son breves, normalmente registros de muertes y acontecimientos como eclipses, plagas o terremotos, pero las entradas posteriores proporcionan muchos detalles. Se concentra sobre todo en los gobernantes de los reinos de Gwynedd, Powys y Deheubarth, pero también se mencionan acontecimientos eclesiásticos, como la adaptación de la fecha de la Pascua en la iglesia de Gales, para que coincidiera con la de Roma, por "Elbodius" (Elfodd), Obispo de Bangor, en el año 768. También se registran brevemente acontecimientos en Inglaterra, Irlanda, Escocia, y en ocasiones Francia.
Se cree que la crónica original en latín pudo haber sido escrita en la Abadía de Strata Florida, pero que se trasladaron a la antigua abadía de Llanbadarn Fawr en el siglo XI. Las crónicas de otras abadías también fueron añadidas a las traducciones posteriores. Se cree que por lo menos una de las traducciones galesas también fue escrita en Strata Florida.